# Caryophyllidae
Caryophyllidae Takht., 1967 è una sottoclasse di piante della classe Magnoliopsida.
Comprende i seguenti ordini:
- Caryophyllales
- Plumbaginales
- Polygonales

La classificazione APG IV non riconosce questo raggruppamento e include tutti e tre gli ordini in esso compresi nell'ordine Caryophyllales.